# 不斉合成
不斉合成（ふせいごうせい）とは、化学的な処理過程のひとつ。光学活性（キラル）な物質を作り分けることである。

## 原理
光学活性な物質とは、分子構造が非対称なために鏡写しの構造をとった分子（鏡像体、エナンチオマー）が元の分子とは異なる物質のことである。これらは、化学反応性や物性がほぼ等しいため分離が困難であるが、生体への作用はまったく異なっている場合がある。そのため、鏡写しの分子のうち有用な物質を選択的に合成することが医薬品、農薬の開発に大きな貢献をした。
光学活性な化合物の合成手法としては、ジアステレオ選択的な方法とエナンチオ選択的な合成方法がある。ジアステレオ選択的な方法とは、すでに不斉の要素を持つ化合物に対して反応を行うことで、一方のジアステレオマーを優先的に合成する方法である。
エナンチオ選択的な方法とは、不斉の要素を持たない化合物に対して反応を行うことで、一方のエナンチオマーを優先的に合成する方法である。野依良治は不斉な配位子を持つ金属錯体を触媒として、不斉要素を持たない化合物のエナンチオ選択的還元反応において有用な方法を開発し、2001年のノーベル化学賞を受賞している。
ちなみに、光学活性な化合物を得る不斉合成以外の方法としては、ラセミ体に対して光学活性な基質を反応させて、ジアステレオマーにして分離することで光学活性な化合物を単離する方法（ジアステレオマー塩法）や、ラセミ体のうち一方と選択的に反応させることで光学的に純粋な原料と生成物とを得る方法（速度論的分割）などがある。
エナンチオ選択的不斉合成反応では基質の側鎖を少し変化させただけで、選択性（異性体の片方が過剰にできる割合）が劇的に変化する。モデル化合物で選択性の高い反応が見つかっても、有用な化合物の生産には全く役立たず、不斉触媒を使うよりもエナンチオマーの等量混合物であるラセミ体を合成して、それを分離するほうが手間がかからず、安価になる場合もある。